# Copa Fares Lopes de 2021
A Copa Fares Lopes de 2021 é a décima segunda edição desta competição futebolística organizada pela Federação Cearense de Futebol (FCF). Ela foi disputada por dez equipes entre com início em 29 de outubro.

## Regulamento
A edição de 2021 será disputada por dez agremiações. O regulamento da competição teve diversas modificações em relação a edições passadas. Dividida em três fases, onde na primeira, os participantes foram divididos em 2 grupos (A e B) e enfrentaram os adversários do próprio grupo em embates de turno, classificando as duas agremiações melhores colocadas ao final da quinta rodada. A partir dessa fase, o torneio passou a adotar um sistema eliminatório.

## Resultados

### Primeira fase

#### Grupo A
| Pos | Equipe   | Pts | J | V | E | D | GP | GC | SG  | %  |
| --- | -------- | --- | - | - | - | - | -- | -- | --- | -- |
| 1   | Caucaia  | 10  | 4 | 3 | 1 | 0 | 6  | 1  | +5  | 83 |
| 2   | Barbalha | 9   | 4 | 3 | 0 | 1 | 5  | 3  | +2  | 75 |
| 3   | Floresta | 7   | 4 | 2 | 1 | 1 | 10 | 3  | +7  | 58 |
| 4   | Ceará    | 3   | 4 | 1 | 0 | 3 | 6  | 5  | +1  | 25 |
| 5   | Crato    | 0   | 4 | 0 | 0 | 4 | 4  | 19 | –15 | 0  |

|  |                           |
|  | Classificados à Semifinal |

| Resultados | Resultados | Resultados | Resultados | Resultados | Resultados |
|            | BAR        | CAU        | CEA        | CRA        | FLO        |
| ---------- | ---------- | ---------- | ---------- | ---------- | ---------- |
| Barbalha   | —          |            |            | 3–1        | 1–0        |
| Caucaia    | 2–0        | —          | 2–1        |            |            |
| Ceará      | 0–1        |            | —          |            | 0–1        |
| Crato      |            | 0–2        | 1–5        | —          |            |
| Floresta   |            | 0–0        |            | 9–2        | —          |

| Vitória do mandante | Vitória do visitante | Empate |

#### Grupo B
| Pos | Equipe            | Pts | J | V | E | D | GP | GC | SG  | %  |
| --- | ----------------- | --- | - | - | - | - | -- | -- | --- | -- |
| 1   | Icasa             | 8   | 4 | 2 | 2 | 0 | 9  | 1  | +8  | 67 |
| 2   | Atlético Cearense | 7   | 4 | 2 | 1 | 1 | 7  | 4  | +3  | 58 |
| 3   | Guarany de Sobral | 5   | 4 | 1 | 2 | 1 | 11 | 5  | +6  | 42 |
| 4   | União-CE          | 4   | 4 | 1 | 1 | 2 | 4  | 8  | –4  | 33 |
| 5   | Pacatuba          | 3   | 4 | 1 | 0 | 3 | 2  | 15 | –13 | 25 |

|  |                           |
|  | Classificados à Semifinal |

| Resultados        | Resultados | Resultados | Resultados | Resultados | Resultados |
|                   | ATC        | GSO        | ICA        | PAC        | UNI        |
| ----------------- | ---------- | ---------- | ---------- | ---------- | ---------- |
| Atlético Cearense | —          |            | 0–0        |            | 3–1        |
| Guarany de Sobral | 1–3        | —          | 1–1        |            |            |
| Icasa             |            |            | —          | 4–0        | 4–0        |
| Pacatuba          | 2–1        | 0–8        |            | —          |            |
| União-CE          |            | 1–1        |            | 2–0        | —          |

| Vitória do mandante | Vitória do visitante | Empate |

### Fase final
|  | Semifinais        | Semifinais | Semifinais | Semifinais |   |         | Final | Final |
|  |                   |            |            |            |   |         |       |       |
|  | Atlético Cearense | 0          | 1          | 1          |   |         |       |       |
|  | Caucaia           | 0          | 3          | 3          |   |         |       |       |
|  | Caucaia           | 0          | 3          | 3          |   | Caucaia | 0     |       |
|  |                   |            |            |            |   | Caucaia | 0     |       |
|  |                   | Icasa      | 1          |            |   |         |       |       |
|  | Barbalha          | Icasa      | 1          | 1          | 2 | 3       |       |       |
|  | Barbalha          |            |            | 1          | 2 | 3       |       |       |
|  | Icasa             | 2          | 2          | 4          |   |         |       |       |

- Em itálico, os clubes que possuem o mando de jogo na partida de ida. Em negrito, os vencedores do confronto.

## Premiação

### Campeão
| Copa Fares Lopes 2021      |
| -------------------------- |
| Icasa Campeão (2.º título) |

## Classificação Geral
A classificação geral dá prioridade ao time que avançou mais fases, e ao campeão, ainda que tenham menor pontuação. Segundo o art. 20 do Regulamento, as partidas da Primeira Fase são desconsideradas para definir a classificação geral, exceto no caso das equipes rebaixadas.